# Surcharge informationnelle
 Mise en garde médicale
La surcharge informationnelle (en anglais information overload), surinformation ou infobésité (néologisme québécois,), est l'excès d'informations qu'une personne ne peut traiter ou supporter sans se nuire à elle-même ou à son activité. Cette notion est également évoquée par le sociologue Edgar Morin sous l'appellation de « nuage informationnel ».

## Histoire
Bien que ce concept soit au début du XXIe siècle étroitement lié au développement des chaînes de télévision d'information en continu[réf. souhaitée], à l'utilisation des technologies de l'information et de la communication et, en particulier, des nouvelles technologies de l'information représentées par Internet, il a fait son apparition dès le début des années 1960 comme l'une des sources de dysfonctionnement des organisations. Les principaux auteurs sur le sujet sont Caroline Sauvajol-Rialland en France,,,,,, David Shenk aux États-Unis (Data Smog, Surviving the Information Glut), Jim Stolze (L’infobésité pourrait être la prochaine épidémie) et Nicholas Carr (Est-ce que Google nous rend idiots ?). Le terme a été avancé par Bertram Myron Gross en 1962 et popularisé dans les années 1970 par Alvin Toffler.
Le terme « infobésité » renvoie toujours au fait de devoir faire face à une quantité importante d’informations véhiculée par des vecteurs numériques, au premier rang desquels les courriels et les notifications[réf. incomplète]. Une profusion de supports (ordinateur, téléphone portable, tablette, télévision, etc.) donne accès à Internet, un réseau désormais disponible en permanence, que ce soit dans l’espace professionnel, public ou privé.
Le concept de surcharge informationnelle décrit une situation dans laquelle une personne ne dispose pas des ressources suffisantes (temps, capacité d’attention, d’analyse, de compréhension…) pour répondre aux multiples sollicitations qui lui sont adressées par des vecteurs numériques ou qu’elle collecte de sa propre initiative. Les chercheurs mettent l’accent sur la question des ressources cognitives pour traiter les informations. Roetzel (2019) affirme que lorsqu'un décideur est au carrefour de nombreux ensembles d'informations et que celles-ci sont à la fois complexes, nombreuses et en contradiction partielle les unes avec les autres, la qualité de sa décision ne peut que diminuer en conséquence de la limitation des ressources cognitives et du temps dont il dispose pour traiter toutes ces informations et prendre des décisions.
Des mentions s'apparentant à la surcharge informationnelle remontent à l'Antiquité. On le remarque d'abord dans l'Ecclésiaste 12:12: «[...] faire beaucoup de livres est un travail sans fin», et puis chez Sénèque, au premier siècle: « Dans l’une des premières Lettres à Lucilius (I, 2), l’abondance des livres est présentée comme une cause de dispersion de l’attention. Elle représente par conséquent un danger d’écartèlement pour l’esprit, selon le célèbre mot tiré de cette lettre : « Distringit librorum multitudo » (I, 2, 3), « l’abondance des livres disperse », elle arrache l’homme à son assiette.» Au XIIe siècle, le dominicain Vincent de Beauvais, précurseur de l'encyclopédisme déplore:  « Il y a tant de livres, une telle multitude, le temps de la vie est si bref, et la mémoire si faible, que l'esprit humain ne peut s'approprier tout ce qui a été écrit ». Pétrarque regrettait qu'il y ait tant de livres que, parfois, on n'avait pas le temps de les lire, mais seulement la capacité de connaître leur titre.

## Considérations générales
Ce concept peut recouvrir plusieurs concepts de surcharge :
- surcharge cognitive ;
- surcharge sensorielle ;
- surcharge communicationnelle ;
- surcharge de connaissances.

La surinformation peut être simplement définie comme le fait de recevoir plus d’informations qu’il n’est possible d’en traiter. Une définition plus précise, ainsi que le coût humain et productif associé, sont encore en discussion dans les milieux scientifiques. Selon une étude de N. Boukef de 2004, 74 % des managers déclarent souffrir de surinformation et d’un sentiment d’urgence généralisé et 94 % pensent que la situation ne peut que se détériorer ; le problème touche fortement le milieu du travail.
« Le phénomène d’infobésité est multidisciplinaire […] et comporte une charge symbolique significative […] »: il est donc en partie affaire de perception subjective.

## Effets néfastes
La surcharge informationnelle entraîne des effets négatifs sur les personnes et sur les entreprises.
Sur le plan personnel, on dénote des répercussions physiques, émotionnelles et intellectuelles : stress, anxiété informationnelle, surmenage, burn-out, syndrome de débordement cognitif, syndrome de saturation cognitive, cyberdépendance, désengagement, déficit d'attention, modification de la mémoire à long terme, altération du jugement, indécision, détérioration du savoir analytique,.
L'infobésité peut conduire à une pathologie identifiée au Japon où des internautes, les « hikikomori du savoir », ont des symptômes autistiques sans être autistes, parce qu’ils s’extraient complètement de la vie extérieure pour « s’engouffre[r] dans des labyrinthes documentaires toujours plus spécialisés ».
La surcharge informationnelle peut devenir pathologique. Ce phénomène commence par un système de saturation d’information, où il devient difficile de distinguer la fausse information de la vraie, ainsi que par l’urgence informationnelle constante que créent les courriels, auxquels il faut sans cesse répondre. Ceux-ci font ressentir chez les individus du stress, voire de la tétanie, qui se doublent de sentiments de culpabilités et d’inefficacité. Pour sortir de ce cercle vicieux, il faut que l’individu accepte de ne pas tout traiter en temps réel, et de structurer ses temps d’informations.
Les chercheurs en psychologie cognitive et sciences de l'information André Tricot, Gilles Sahut et Julie Lemarié[source secondaire nécessaire] notent dans l’entreprise une perte de productivité, car le traitement accru d’information constitue une tâche qui interfère avec les autres tâches prévues et qui crée de nombreuses interruptions. Une deuxième conséquence est la perturbation du processus décisionnel.
Il est impossible de déterminer à quel moment un individu devient en surcharge informationnelle, chaque personne a des seuils de tolérance différents aux divers aspects de la surinformation.
Au niveau personnel, face à l’abondance d’information, l'individu peut transférer une partie de charge mémorielle à un outil technologique ou à un support. En revanche, si cela devient un réflexe au quotidien, il pourrait contribuer à dégrader sa mémorisation et l’exercice autonome de ses compétences cognitives. À l’Université d’Illinois, des chercheurs de UC Santa Cruz ont constitué, dans le cadre du jeu Trivia, deux équipes pour leur faire répondre à des questions ; l’une ayant accès au téléphone portable et l’autre, non : même si les questions devinrent de plus en plus faciles, 30% des participants ayant eu accès à Google dès la première question ne se donnèrent pas la peine d’user de leur propre mémoire pour répondre aux questions subséquentes. L’accessibilité instantanée à l’information éclaire le besoin d’une utilisation équilibrée des outils technologiques dans la préservation de nos facultés mentales et dans la protection d’une surcharge informationnelle.
L’effet le plus indésirable de l’infobésité serait l’accroissement d’ «information poubelle» (en anglais junk information) qui implique sous-information et mal-information.

## Causes
Selon Eppler, les causes de l’infobésité sont :
- les facteurs personnels tels que la capacité de traitement, la motivation, la personnalité, les conditions de recherche d’information;
- les caractéristiques de l’information comme sa quantité, sa qualité, sa complexité, sa nouveauté, l’abondance d’information non pertinente;
- les paramètres des tâches comme ne pas avoir assez de temps, devoir tenir compte de plusieurs sources, les interruptions;
- l’organisation d’entreprise comme la centralisation et la collaboration;
- les technologies de l’information comme les courriels, l’intranet, l'extranet et Internet, la rapidité d’accès[22].

Hoq reformule les idées d’Eppler en disant que la surcharge informationnelle est causée par la surabondance d’information générée par les moteurs de recherche, notamment, qui fait en sorte que les usagers ont besoin de consacrer beaucoup de temps pour traiter de l’information et pour départager ce qui est pertinent de ce qui ne l’est pas dans un contexte où beaucoup de résultats sont inutiles. Des compétences numériques plus faibles concourent également à l’infobésité, ainsi que le fait que l’information provienne dorénavant de très nombreux types de sources comme les messages textes, les blogues, Wikipédia, les baladodiffusions, les réseaux sociaux, etc. Les réseaux sociaux sont d'ailleurs le sujet d'études liées au management des systèmes d’information et à la psychologie, car les habitudes d’usage liées à la surcharge informationnelle induisent un phénomène de dépendance particulièrement fort en ce qui a trait à ces plateformes numériques.
La notion de sentiment d’urgence est également évoquée comme facteur concourant à la surcharge informationnelle. La réactivité instantanée aux sollicitations numériques qui est valorisée ajoute une pression supplémentaire sur les personnes.
Les technologies de l'information et de la communication (TIC) ont donc participé à l’augmentation de la surcharge informationnelle. Ce phénomène s’accentue dans le domaine de l’entreprise, où les médias traditionnels (réunion, brainstorming...) s’ajoutent aux TIC (courriels, visioconférences...). Kalika nomme cela la « théorie du millefeuille », qu'il traduit comme étant « le fait que les moyens de communication se juxtaposent les uns sur les autres sans se mélanger véritablement ».
Il importe aussi de se pencher sur les implications du modèle capitaliste actuel, qui consiste en une économie de l’attention : « [Du] fait de la surabondance de l’offre, c’est le temps et l’attention des consommateurs qui devient une ressource rare » Autrement dit, la quantité astronomique d’informations engendre au sein de la société une fragmentation de l’attention, laquelle est toujours sollicitée, de plus en plus réduite. Microsoft, en 2015, a étudié des centaines de volontaires au moyen d’analyses EEG (électroencéphalogramme) pour découvrir que le niveau d’attention moyen était de 8 secondes, soit une seconde de moins qu’un poisson rouge, comparativement à 12 secondes en l’an 2000. La rapidité de cette dégradation suggère que les gens ont de plus en plus de mal à se concentrer ou à absorber des informations pendant une période prolongée, ce qui peut résulter d’une surcharge informationnelle.  

## Solutions
Si les TIC sont une cause de l’infobésité, elles font également partie des solutions principales. On retrouve comme façon de contrecarrer les effets de l’infobésité :
- une formation en littéracie numérique[22];
- l’abandon de l’idéal d’exhaustivité[14];
- des outils technologiques permettant d’accéder à des informations pertinentes plus facilement, tels des algorithmes[15], des curateurs de contenu, des métadonnées et des outils de fouille de texte (text mining)[14];
- un Web sémantique, intelligent, qui opère un filtrage d’information, par opposition au Web actuel, syntaxique[14];
- des solutions méthodologiques comme le knowledge management (gestion des connaissances en français) et la gouvernance d’information[14];
- le travail d’équipe avec relations directes, plutôt que la logique individuelle mise de l’avant dans les dernières années[14];
- engager plus d’employés et prévoir suffisamment de ressources[22];
- créer de l’information à valeur ajoutée à l’intérieur d’une entreprise donnée (éviter la distribution d’information inutile)[22];
- encourager un formatage de communication d’information en entreprise, tel un modèle de courriel type, etc.[22].

La mise en place de plages horaires de déconnexion est l'une des attitudes possibles pour lutter contre la surcharge informationnelle. Les choix de se limiter à certaines sources d'information ou de regrouper certaines actions sur une période donnée sont aussi utiles pour résister à l'infobésité.
« Dans une approche dite "procédurale" de la rationalité, il vaut mieux limiter l’acquisition d’information à un niveau satisfaisant pour prendre des décisions plus rapidement, quitte à ce qu’elles ne soient pas optimales ». Pour conceptualiser cette démarche, Herbert A. Simon a d'ailleurs introduit le mot-valise « satisficing » : une combinaison de "satisfaying" et "suffice".